# 大賀埜々
大賀 埜々（おおが やや、英語表記：Yaya Auga、本名：工藤 美香子（旧姓：本山）、1975年1月14日 -）は日本の女性歌手、女優。ヒラタオフィス所属だが、一時はアクシヴ（現・エイベックス・マネジメント）に所属していたこともある。北海道川上郡弟子屈町出身。血液型O型。

## 経歴
- 1989年2月、ハドソン主催のCD-ROM2第1回アイドルコンテストで入賞。同年夏、乙女塾芸能コースの夏期セミナー生としてレッスンのみ参加。（本山美香子 名義）
- 1990年9月、ハドソンから発売されたPCエンジン用ソフトみつばち学園に出演。準グランプリであった。（他に準グランプリは高橋純子、グランプリは井上麻美。）
- 大賀埜々としてデビューする前には、本名の「本山美香子」名義でモデルとしても活動していた。
- 1996年、TBC the SUPERLADY CONTESTでグランプリ受賞、同社のCMにも出演。同年9月にavex traxから小室哲哉プロデュースによるシングル「Close to the night」でCDデビューを果たす。芸名は小室が姓名判断で付けた[2][3]。
- 小室は大賀に対して「エンヤの様な透明感のある澄んだ声をしている」という印象を抱いた。その為、ルックス面の売り出し方として「髪の色はそのままで」「眉毛はあまり細くしない方がいいよ」と細かくアドバイスした[4]。
- その後も歌手として、シングル・アルバムをリリースしたが、2000年ごろから女優にシフトチェンジ。所属プロダクションが変わった現在は、ドラマやCMで活躍中である。
- 2003年から2004年頃に結婚したと思われ、現在の本名は「工藤美香子」となっている（個人サイトより）。また2009年に結婚披露宴を行っている。（相原一夫の万馬券講座より。記事・画像あり。）
- 個人サイトでは夫の事を「相方」と表現している。また2014年に18歳で亡くなった愛猫「ミュウ」については「相棒」と表現している。
- 利酒師、調理師、簿記3級等の資格を所持している。（個人サイトおよび事務所プロフィールより）
- 趣味はお酒、フットサル、フラメンコ、旅行。苦手なものはホヤ、白子、焼いたレバー。
- 実姉の本山美玲は相原一夫主催の劇団の団員であるという。（相原一夫の万馬券講座より）

## 出演

### テレビドラマ
- 大好き!五つ子Go³!!（2007年、TBS） - 川上菜子
- 金曜エンタテイメント「温泉名物女将!湯の町事件簿3」（2003年、フジテレビ）
- 天才てれびくん 〜魔界探偵〜 第4話（2000年、NHK）
- 億万長者になる方法（2000年、フジテレビ）
- リミット もしも、わが子が…（2000年、日本テレビ）
- 土曜ワイド劇場 混浴露天風呂連続殺人20「世紀末! リストラ刑事とパラパラ温泉ギャル みちのく秘湯大追跡!」（2000年、朝日放送） - 新田留美役
- 最高の教師 1年後、私は生徒に■された 第4話（2023年8月5日、日本テレビ） - 江波優里 役
- 仮面ライダーガッチャード 第20-21話（2024年2月28、4日、テレビ朝日） - 黒鋼スズ 役

### バラエティ
- 音楽情報番組「Channel-a」（1999年） - メインパーソナリティー

### ラジオ
- WOWOWオレンジシャトル（2007年、かっぱFM） - ゲストパーソナリティー＆テーマ曲
- HITS! THE TOWN（2002年、FM NACK5） - メインパーソナリティー
- ゲルゲットショッキングセンター（2001年、ニッポン放送） - 月曜アシスタントパーソナリティー

### CM
- 日本デルモンテ ラックン乳酸菌シリーズ
- 花王 ふんわりニュービーズ（村田雄浩と共演）
- ソニー損害保険　ソニー損保ＣＭ（松川貴弘と共演）

### 舞台
- プリズン☆ガールズ（2011年）[5]

## ディスコグラフィ

### シングル
|     | 発売日         | タイトル                     | 収録曲 | 備考                                                                  |
| --- | -------------- | ---------------------------- | --- | --------------------------------------------------------------------- |
| 1st | 1996年9月18日  | Close to the night           | 1. Close to the night（Straight Run） 2. Close to the night（Night Groove Mix） 3. Close to the night（TV MIX）                              | - 小室哲哉プロデュース                                                |
| 2nd | 1996年12月18日 | TOMORROW HEART               | 1. TOMORROW HEART（STRAIGHT RUN） 2. TOMORROW HEART（KC CLUB MIX） 3. TOMORROW HEART（TV MIX）                                               | - 小室哲哉プロデュース - TBC クリスマスキャンペーンCMソング           |
| 3rd | 1997年3月26日  | Days〜虹のベールに抱かれて〜 | 1. Days〜虹のベールに抱かれて〜（STRAIGHT RUN） 2. Days〜虹のベールに抱かれて〜（INTENSIVE REMIX） 3. Days〜虹のベールに抱かれて〜（TV MIX） | - 小室哲哉プロデュース - JASレインボーセブンCMソング                  |
| 4th | 1997年10月15日 | Virgin?                      | 1. Virgin? 2. kiss me kiss me 3. Virgin?（Karaoke） 4. kiss me kiss me（Karaoke）                                                            | - 久保こーじプロデュース - 大塚食品「こんにゃくPOTATO CHIPS」CMソング |
| 5th | 1998年2月18日  | orange                       | 1. orange 2. little bit of love 3. orange（Karaoke） 4. little bit of love（Karaoke）                                                        | - 久保こーじプロデュース - テレビ朝日「てゆーか！」エンディングテーマ |
| 6th | 1999年4月28日  | Goodbye Girl                 | 1. Goodbye Girl 2. 蝶 3. Goodbye Girl（カラオケ）                                                                                            | - 松任谷正隆プロデュース - 日本テレビ「THEワイド」エンディングテーマ  |

### アルバム
|     | 発売日        | タイトル | 収録曲 | 品番       |
| --- | ------------- | -------- | --- | ---------- |
| 1st | 1998年3月11日 | Orange   | 1. Orange (New Age Mix) 2. Brand-New days 3. Virgin? 4. Close to the night (Album Edition) 5. カナシイレンアイ 6. TOMORROW HEART (Dressed Up Remix) 7. little bit of love (Valentine Remix) 8. Kiss me Kiss me 9. Days ～虹のベールに抱かれて～ (Album Edition) 10. 好きになる前に 11. Orange (Original Mix) | AVCD-11638 |

### 企画参加シングル
1. YOU ARE THE ONE / TK presents こねっと (1997年1月1日)